# Пасанда
Пасанда (урду پسندہ‎‎, хинди पसन्दा), также парче (урду پارچے‎, хинди पारचे) — популярное мясное блюдо родом из индийского субконтинента, в частности, из Северной Индии, штата Хайдарабади, а также Пакистана. Произошло от блюда, подаваемого при дворе императоров Моголов, является характерным для могольской кухни. Название блюда связано со словом «пасанде», что на языке урду означает «фаворит», «лучший», «любимец». По одним данным, это относится к сорту мяса, традиционно используемого для пасанды; по другим — к самому блюду. Может обозначаться как карри.

## Приготовление
Изначально пасанда готовилась из бараньей ноги (мяса ягнёнка) или козлятины. Мясо резалось на полоски, мариновалось и обжаривалось со множеством приправ. Сегодня это блюдо также готовят из курицы и королевских креветок. В Пакистане пасанду обычно готовят из мяса задней части говяжьей туши (раунд-стейка), нарезанного полосками.
После того, как мясо нарезается кусочками, его помещают в маринад, состоящий из йогурта, порошка чили и многочисленных специй и приправ: тмин, перец, кардамон, чеснок. После нескольких часов маринования мясо опускают в кастрюлю с другими ингредиентами, составляющими саму «пасанду» — луком, кориандром, чили, а иногда и с корицей или чёрным перцем. Томят от 30 минут до 1 часа. Блюдо может быть украшено помидорами или миндалем (в этом случае его называют бадам пасанда). Его часто подают с белым рисом или лепёшками наан.

## История
Тип блюда, похожий на пасанду, упоминается в энциклопедическом трактате Manasollasa на санскрите (XII век). Рецепт включал описание: отбить кусочки мяса, пока они не станут достаточно тонкими, прежде чем готовить их с йогуртом.

## Варианты
Хотя пасанду обычно подают как отдельное мясное блюдо, его также можно приготовить в виде кебаба. Пасанду также нередко относят к карри, из-за соуса, приготовленного из сливок, кокосового молока или йогурта и миндаля.